# Panther Racing
Panther Racing fue un equipo de automovilismo que participó desde el año 1998 en la IndyCar Series. Ha obtenido dos títulos de pilotos en 2000 y 2001, y quince victorias, ninguna de ellas en las 500 Millas de Indianápolis ya que el mejor resultado fue un segundo lugar cuatro veces consecutivas entre 2008 y 2011.

## IndyCar Series Primeros años (1998-2002)
En su primera temporada en la IndyCar, Panther tuvo como piloto permanente a Scott Goodyear, quien resultó séptimo en el campeonato con un segundo puesto, un tercero y dos cuartos como mejores resultados. Dave Steele participó en dos carreras, abandonando en ambas. Goodyear fue el único piloto del equipo las dos temporadas siguientes. En 1999 obtuvo dos victorias y un segundo puesto, finalizando el año en novena colocación. Panther pasó de usar chasis G-Force a Dallara para 2000. Una victoria y dos segundos lugares le permitieron a Goodyear retirarse como piloto con un subcampeonato.
Panther contrató a Sam Hornish Jr. para disputar la temporada 2000. En su segunda temporada en la categoría, Hornish se coronó campeón con tres victorias, cuatro segundas posiciones y tres terceras en trece carreras. En 2002, Hornish fue vencedor en cinco carreras, segundo en dos y tercero en tres, lo que le valió resultar campeón nuevamente por delante de los dos pilotos de Penske, equipo recién llegado de la serie CART. Ese año, Dan Wheldon disputó dos fechas con el equipo.
En 2003, los equipos Ganassi y Andretti Green siguieron a Penske en su traspaso de la CART a la IndyCar, y con ellos los proveedores de motores Honda y Toyota. Panther fue el único equipo de los que permaneció con Chevrolet que logró mantener competitividad. Hornish ganó tres carreras y arribó segundo en dos, lo que significó colocarse quinto en el campeonato, superando al resto de los pilotos de los equipos históricos de la categoría.

## Declive (2004-presente)
Al partir Hornish para Penske, Panther fichó a Tomas Scheckter para 2004, quien llegó quinto en la primera fecha y 13º o peor en las demás, y se colocó 19º en el campeonato. Además, el equipo Menard se fusionó con Panther. Su piloto, Mark Taylor, campeón reinante de la Indy Lights, chocó en cinco de las seis carreras que disputó, y fue reemplazado por Townsend Bell, quien arribó noveno o mejor en cinco de las diez carreras. En 2005, Panther fue el único equipo que usó regularmente motores Chevrolet. Scheckter ganó una carrera y fue quinto o mejor en otras cinco, y finalizó el año noveno. Tomáš Enge, quien había abandonado el automovilismo europeo, fue 16º con un quinto, un sexto, un séptimo y un octavo puesto como mejores resultados. Enge debió ausentarse en dos carreras por una lesión, y fue reemplazado por Bell en una de ellas y en otra por Buddy Lazier, quien compitió en cinco otras oportunidades por Panther y fue quinto en Indianápolis y sexto en dos carreras.

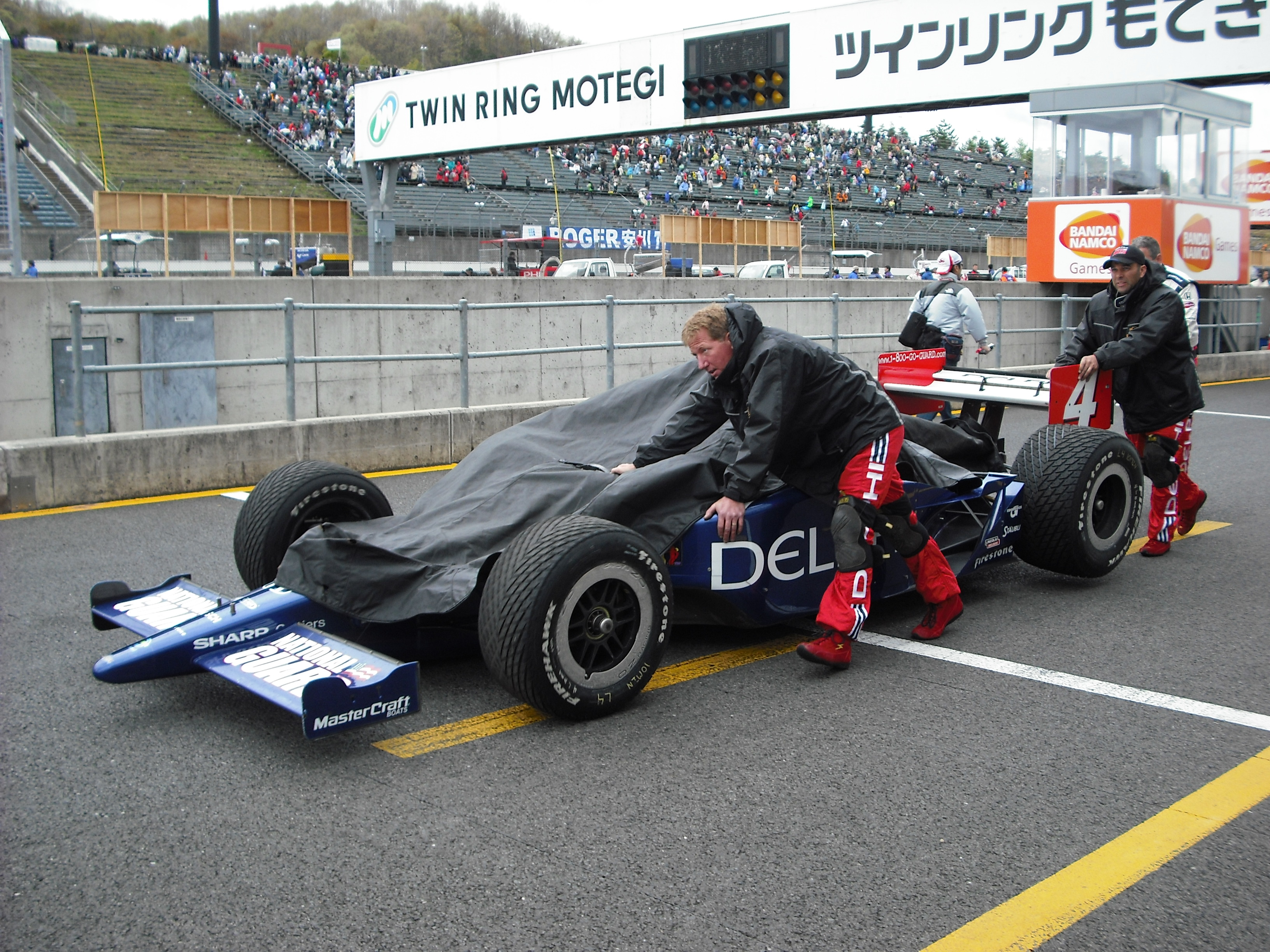
Durante las sesiones clasificatorias en Japón.

Panther pasó a tener un único piloto en 2006, Vítor Meira, y los motores obligatorios Honda. El brasileño llegó segundo en tres carreras y tercero en otras tantas, lo que combinado con otras buenas actuaciones le valieron el quinto puesto en el campeonato. Al brasileño se le sumó Kosuke Matsuura, con apoyo del equipo japonés Autobacs Racing Team Aguri. Meira cosechó un arribo en cuarto lugar y dos en quinto, que lo dejaron en la 12.ª posición final. Matsuura obtuvo un cuarto y un quinto lugar, que le significaron quedar en el 16º puesto final. A ellos se le añadió John Andretti en Indianápolis (donde abandonó) y Hideki Mutoh en Chicagoland (octavo). Meira permaneció en el equipo en 2008. Fue segundo en Indianápolis, cuarto en Kentucky y 13º en el clasificador final.
A fines de 2008, Dan Wheldon dejó Ganassi y disputó la fecha no puntuable de Surfers Paradise, y en 2009 sustituyó a Meira. Llegó segundo en Indianápolis, cuarto en Iowa y quinto en Long Beach, lo que lo dejaron en la décima colocación en el campeonato. En Indianápolis, Scott Sharp compitió con Panther en alianza con el equipo Highcroft, con el cual competía en la American Le Mans Series. El equipo Vision se fusionó con Panther en 2010, permitiendo que Ed Carpenter volviera a la IndyCar y acompañara a Wheldon en cuatro fechas, una de las cuales terminó segundo. Wheldon le dio al equipo se tercer segundo puesto consecutivo en Indianápolis, otro en Chicagoland y tercero en Kentucky, pero nuevamente se quedó sin triunfar y resultó noveno en el campeonato.

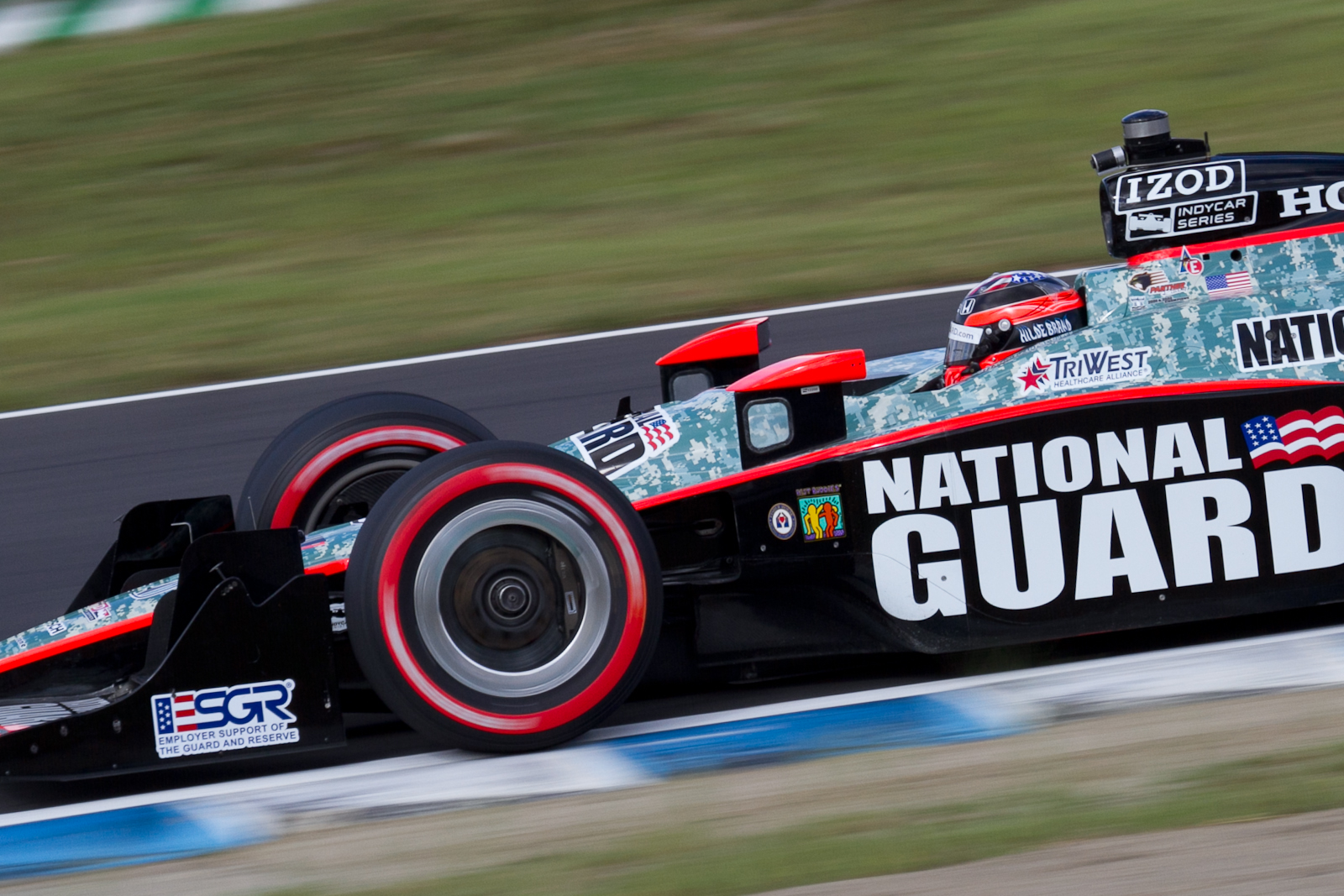
J.R. Hildebrand en la Indy Japón 300 de 2011.

Panther reemplazó a Wheldon por J.R. Hildebrand para la temporada 2011. Nuevamente llegó segundo en Indianápolis luego de chocar en la última curva de la carrera y cruzar la meta luego del ganador, Wheldon. El estadounidense terminó 14º en el clasificador final con cinco top 10. Por su parte, Buddy Rice corrió únicamente esa carrera y finalizó 18º. En 2012, Hildebrand logró dos quintos puestos y seis top 10, con lo cual resultó 11º en el campeonato. Asimismo, el equipo Dreyer & Reinbold se convirtió en satélite de Panther, de modo que Oriol Servià se convirtió en el segundo piloto. El español quedó 13º con dos cuartos lugares y dos quintos.

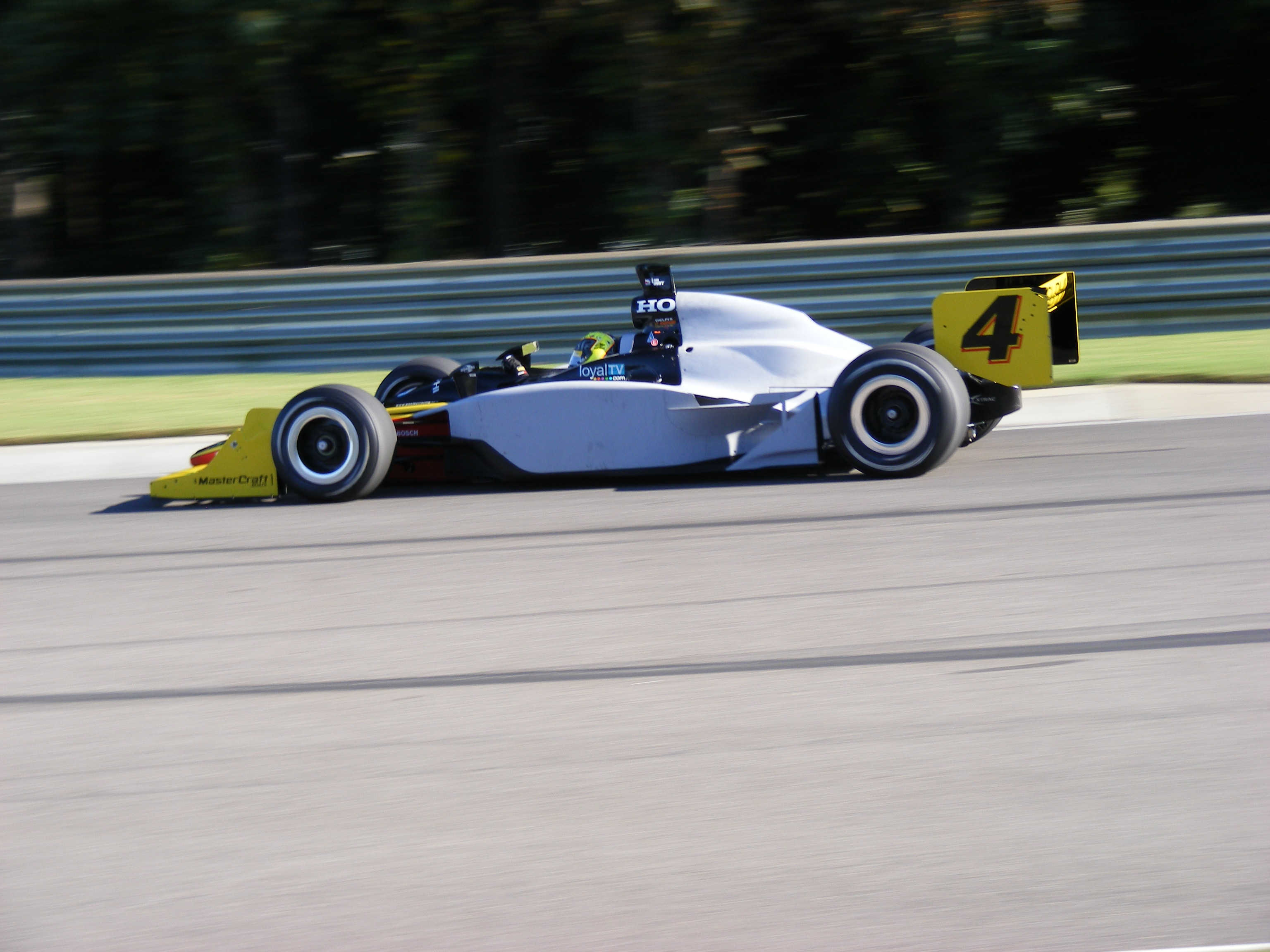
Victor Meira probando en 2008.

En 2013, Hildebrand y Servià disputaron las cinco primeras carreras de la temporada. Pero, después de la carrera en Indianápolis, Hildebrand fue despedido, después de solo lograr un quinto puesto como mejor resultado y de terminar último en la Indy 500, y el equipo satélite de Panther, Dreyer & Reinbold dejó de participar en la categoría por temas de patrocinio, de forma que Servià se encontró sin equipo. Ryan Briscoe, Serviá y Carlos Muñoz fueron los que reemplazaron a Hildebrand durante el resto de la temporada. Pero, desde entonces, el equipo solo cosechó dos séptimos puestos en el resto del año como mejores resultados, ambos por parte de Servià.
En 2014, el equipo atraviesa en problemas económicos debido a la pérdida de su principal patrocinador National Guard. A pesar de que estaban probando con el colombiano Carlos Huertas, no pudieron disputar ninguna carrera. El equipo desapareció en agosto de ese año.

## Otras Series: Indy Lights
Panther también participó en la Indy Lights, la categoría escuela de la IndyCar. Mark Taylor fue campeón en 2003 antes de fracasar al ascender a la IndyCar. El equipo volvió en 2007 con Hideki Mutoh, quien fue subcampeón de la Indy Lights y octavo en su carrera debut en la IndyCar, lo que le valió conseguir una butaca en Andretti Green en 2008. En 2008, los pilotos de Panther en la Indy Lights fueron Dillon Battistini (sexto) y Brent Sherman (11º). En su último año (2009), Martin Plowman fue 11º y Pippa Mann 14.ª por el equipo.

## Pilotos Notables
- Dave Steele (1998—1999)
- Scott Goodyear (1998—2000)
- Sam Hornish Jr. (2001—2003) Dos veces campeón con el equipo (2001-2002)
- Dan Wheldon (2002, 2009—2010)
- Billy Boat (2003) (Sólo Indy 500)
- Robby McGehee (2003) (Sólo Indy 500)
- Mark Taylor (2004)
- Townsend Bell (2004—2005; 2013 Solo Indy 500)
- Tomas Scheckter (2004—2005)
- Tomáš Enge (2005)
- Buddy Lazier (2005)
- Vítor Meira (2006—2008)
- Kosuke Matsuura (2007)
- John Andretti (2007) (Sólo Indy 500)
- Hideki Mutoh (2007) (Sólo Chicagoland)
- Scott Sharp (2009) (Sólo Indy 500)
- Ed Carpenter (2010)
- J.R. Hildebrand (2011-2013)
- Buddy Rice (2011) (Sólo Indy 500)
- Ryan Briscoe (2013)
- Oriol Servià (2013)
- Carlos Muñoz (2013)